# Kesselwagenexplosion in der BASF

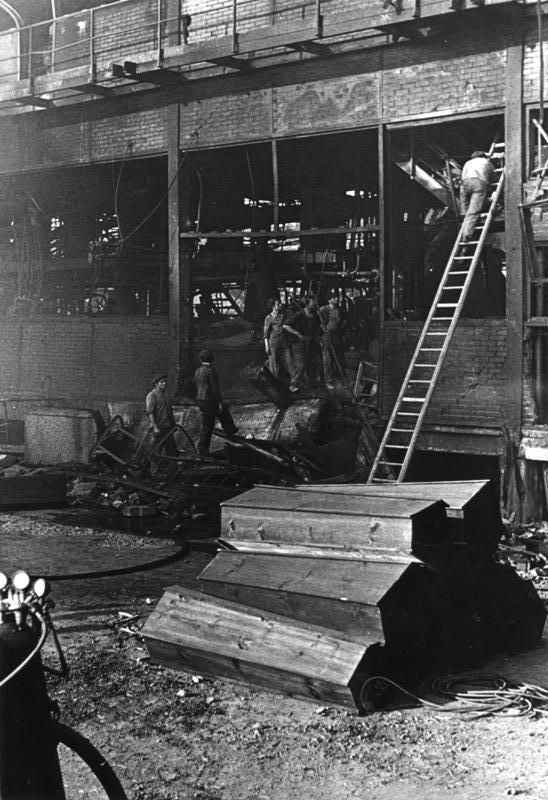
Suchtrupps nach der Kesselwagenexplosion

Die Kesselwagenexplosion in der BASF war ein Explosionsunglück, das sich am 28. Juli 1948 in Ludwigshafen am Rhein (Rheinland-Pfalz) auf dem Gelände des Chemiewerks BASF ereignete. Das Werk stand zu dieser Zeit unter Zwangsverwaltung der französischen Besatzungsmacht.
Bei der Katastrophe starben 207 Menschen, es gab 3818 Verletzte, 3122 Gebäude wurden erheblich in Mitleidenschaft gezogen. Der Sachschaden belief sich allein bei der BASF auf 80 Millionen DM, was inflationsbereinigt in heutiger Währung 249 Millionen Euro entspricht. Da die Militärregierung der französischen Besatzungszone die Firmenversicherungen außer Kraft gesetzt hatte, forderte die BASF noch 1958 in einem Verwaltungsgerichtsprozess von der Bundesrepublik Deutschland einen Schadensersatz von 24 Millionen DM (heute 68 Millionen Euro).
Nach der Explosion des Oppauer Stickstoffwerkes von 1921 mit circa 560 Toten ist die Kesselwagenexplosion von 1948 die zweitgrößte Chemiekatastrophe in Ludwigshafen und bei der BASF.

## Ablauf
Um 15:43 Uhr explodierte auf dem Werksgelände ein Kesselwagen, der mit etwa 30 Tonnen Dimethylether befüllt war. Der Wagen war um 05:45 Uhr abgestellt worden und tagsüber der Sommerhitze ausgesetzt gewesen.
Zunächst trat an einer Schadstelle eine geringe Menge Gas aus. Dies verursachte eine erste, kleinere Explosion, die den Kesselwagen beschädigte und zum Kippen brachte. Der Wagen entleerte sich daraufhin vollständig, was eine große Explosion auslöste. Deren Druckwelle führte auf dem Werksgelände zur Freisetzung weiterer Chemikalien unterschiedlicher Art, wobei sich Giftgaswolken bildeten.

## Explosionsfolgen
Mehr als 200 Menschen kamen zu Tode, die meisten unmittelbar durch die zweite, große Explosion. Viele der fast 4000 Verletzten erlitten schwere Schädigungen durch nach dem Ereignis freigesetzte giftige Gase; etliche der Betroffenen erblindeten. Die erheblichen Gebäudeschäden konzentrierten sich auf das BASF-Werksgelände und dessen Umgebung in der Nordhälfte von Ludwigshafen. Allerdings kam es selbst jenseits des Rheins, in Mannheim, zu Schäden an 2450 Häusern, die indessen nicht die Ausmaße der Zerstörungen in der direkten Umgebung des Explosionsortes erreichten.

## Rettungsmaßnahmen
|  |  |

Mit den Rettungsarbeiten waren etwa 1000 Feuerwehrleute aus der Gegend und zusätzlich französische und amerikanische Besatzungssoldaten befasst. Die Helfer suchten mehrere Tage lang nach Überlebenden, denn zahlreiche Opfer waren unter Stahlträgern eingeklemmt oder unter Trümmern verschüttet.

## Ursachenforschung und Hilfe für die Opfer
Die Lufttemperatur im Schatten betrug am Unglückstag 33 °C. Der Kesselwagen mit seiner Gasfüllung war zudem über Stunden der prallen Sonne ausgesetzt. Der Untersuchungsbericht kam später zu dem Ergebnis, die Kapazität des Wagens sei hinsichtlich der Volumenreserve bei Ausdehnung des Gases infolge von Erwärmung falsch berechnet worden. Außerdem wurde eine Schwachstelle an einer Schweißnaht vermutet, die wegen des temperaturbedingten Druckanstiegs nachgegeben habe.
Um die Opfer finanziell unterstützen zu können, wurden am 18. Oktober 1948 zwei Briefmarken in Rheinland-Pfalz mit Zuschlag und dem Aufdruck „Hilfswerk Ludwigshafen“ herausgegeben; die Auflage betrug jeweils eine Million Exemplare.

## Film
Der DEFA-Film Der Rat der Götter nimmt Bezug auf diese Katastrophe.

## Literatur

Anerkennung der Hilfeleistungen der Eisenbahner nach der Explosion durch den Präsidenten der Eisenbahndirektion Mainz